# Windrichtung
Windrichtung ist die Himmelsrichtung, aus der der Wind kommt. Sie wird in der Meteorologie oder Nautik entweder als eine von acht oder sechzehn Himmelsrichtungen oder als Winkelmaß gegen Nord angegeben. Bei Stationsmeldungen (Beobachtung) wird die Windrichtung in sechzehn 22,5°-Schritten (Nord (N), Nordnordost (NNE), Nordost (NE), Ostnordost (ENE), Ost (E) usw.) angegeben, bei Wetterprognosen dagegen nur in acht 45°-Schritten (Nord (N), Nordost (NE), Ost (E), Südost (SE), Süd (S), Südwest (SW), West (W) und Nordwest (NW)). Beim Winkelmaß wird der Winkel (0° bis 360°) zwischen Norden und der Windrichtung von oben gesehen im Uhrzeigersinn („über Ost“) gemessen. Ein Nordostwind entspräche daher 45°, ein Nordwestwind 315° usw.
Als Hauptwindrichtung wird diejenige Windrichtung bezeichnet, die an einem Ort oder in einer Region vorherrscht.

## Windrosen

Moderne Windrose

Die Windrosen der Antike sind Zusammenstellungen von Windrichtungen in einer Zeichnung. Zeitgenössische Zeichnungen dieser Art sind nicht erhalten, jedoch geben der Turm der Winde in Athen und einige vergleichbare Objekte aus der Antike eine Vorstellung von den damaligen Windrosen.
Im Spätmittelalter entstand die moderne Windrose, die in Karten und Kompassen integriert wurde, um die Himmelsrichtungen anzuzeigen. Bei diesen Windrosen wurden anfänglich acht Richtungen mit folgenden Windnamen angegeben (nachfolgend im Uhrzeigersinn):  Tramontana (N) / Greco (NO) / Levante (O) / Scirocco (SO) / Ostro (S) / Libeccio (SW) / Ponente (W) / Maestro (NW). Diese Windnamen sind auch in der Windrose auf dem Petersplatz im Vatikan zu sehen.
In meteorologischen Windrosen werden die mittleren Windstärken und die relativen Häufigkeiten des Auftretens der Winde den Windrichtungen zugeordnet.

## Wetterkarte

Windpfeil: Der Wind weht von West (nach Ost) mit einer Geschwindigkeit von 65 Knoten. Die Windrichtung ist West, oder 270°

Auf Wetterkarten wird die Windrichtung mit Pfeilen angegeben. Die Spitze des Windpfeils zeigt die Richtung an, in die der Wind weht. An der Basis des Pfeils, der Richtung aus der der Wind weht, geben Striche und Dreiecke die Windgeschwindigkeit an. Diese „Befiederung“ gibt die Windgeschwindigkeit an; dabei bedeuten ein halber Strich 5 und ein ganzer Strich 10 Knoten. Fünf ganze Striche werden zu einem spitzen, ausgefüllten Dreieck zusammengefasst, das dementsprechend 50 Knoten bedeutet. Das verursachende Tiefdruckgebiet befindet sich in Windkarten auf der Seite der Befiederung.
Wird in Wetterkarten der Wind einer Wetterstation eingezeichnet, so ist an der Pfeilspitze, dem Standort der Station in der Karte, ein kleiner Kreis eingezeichnet. Bei Windstille wird für diese Station ein kleiner Kreis mit doppelter Kreislinie (ohne Pfeil) eingezeichnet.

## Wahrer und scheinbarer Wind
In der Nautik unterscheidet man zwischen der Richtung des auf einen ruhenden Beobachter wirkenden Windes (Wahrer Wind) und der Richtung des von einem bewegten Beobachter festgestellten Windes (Scheinbarer Wind). Im Gegensatz zum Wind werden jedoch Kurse und Meeresströmungen genau umgekehrt benannt, also in Richtung der Bewegung: eine südwestliche Meeresströmung der Ozeanografie ist eine Strömung von Nordosten nach Südwesten.